# Carcinops lanista
Carcinops lanista är en skalbaggsart som beskrevs av Sylvain Auguste de Marseul 1862. Carcinops lanista ingår i släktet Carcinops och familjen stumpbaggar. Inga underarter finns listade i Catalogue of Life.